# 척관법
척근법(尺斤法)은 고대 중국에서 시작되어 동아시아권역에서 널리 사용된 도량형 단위계이다. 척근법의 척(尺)은 길이를 나타내는 단위 중 하나이며 근(斤)은 무게를 나타내는 단위 중 하나로서, 길이와 무게 그리고 길이로부터 유도될 수 있는 넓이와 부피 등을 재는 방법을 의미한다. 척간법(尺間法) 또는 척관법(尺貫法)으로도 불린다.
| 길이                                 | 넓이                                     | 부피                                                   | 무게                                                              |
| ------------------------------------ | ---------------------------------------- | ------------------------------------------------------ | ----------------------------------------------------------------- |
| 모(毛) : 0.303mm                     | 평(坪)·보(步) : 3.3058㎡로, 6자의 제곱   | 작(勺) : 18mL                                          | 푼(分) : 0.375g                                                   |
| 홀(忽) : 0.0003mm(30,000분의 1mm)    | 묘(畝) : 99.174㎡로, 30평                | 홉 : 180mL                                             | 모(毛) : 3.75mg                                                   |
| 사(絲) : 0.003mm(3,000분의 1mm)      | 단(段) : 991.74㎡, 300평                 | 되(승, 升, 또는 되승) : 1,8리터                        | 돈 : 3.75g                                                        |
| 리(厘) : 0.03mm(300분의 1mm)         | 정(町) : 9,917.4㎡, 3,000평              | 말(두, 斗) : 18리터                                    | 냥(兩) : 37.5g                                                    |
| 푼(分) : 0.3cm(3mm)                  | 마지기 : 논은 150~300, 밭은 100평        | 섬(석, 石) : 180리터                                   | 근(斤) : 고기나 한약재는 600그램, 과일이나 채소는 375그램에 해당. |
| 치(寸) : 3.03cm(30.3mm)              | 작(勺) : 0.0330579㎡로 한 평의 100분의 1 | 곡(斛)·휘·괵(斛) : 스무 말들이하고 열닷 말들이가 있다. | 관(貫) : 3.75kg                                                   |
| 자·척(尺) : 30.3cm(303mm)            | 홉 : 1평의 10분의 1                      |                                                        |                                                                   |
| 장(丈) : 3m                          |                                          |                                                        |                                                                   |
| 간(間) : 1.81818미터로 자(척)의 6배  |                                          |                                                        |                                                                   |
| 정(町) : 약 109미터로 1간(間)의 60배 |                                          |                                                        |                                                                   |
| 리(里) : 393미터                     |                                          |                                                        |                                                                   |

척근법의 단위는 지역과 시대에 상관없이 널리 사용되고 있으나 그 기준은 지역과 시대에 따라 차이가 있다.

## 중국
중국에서 유래한 척근법은 중국의 진한시대 이후로 정착되었는데 척근법의 원기는 신체의 일부나 자연물, 황금종을 이용하여 제작하였다. 신체의 일부를 기준으로 삼은 예로는 척(尺)과 지(咫)가 있다. 도량형의 기준으로 삼은 대표적인 자연물로는 중국의 주식인 검은 기장이었다. 마지막으로 황금으로 만든 종의 길이와 부피, 무게를 기준으로 삼았다. 중국은 1925년 미터법을 도입하였다.

## 한국
고려시대에 중국의 도량형제도를 따라 길이는 주척으로 하고, 부피는 중국의 1두의 절반에 해당하는 것을 고려의 1두로 삼았으며, 무게는 16량을 1근으로 삼았다. 조선시대의 도량형은 법전인 경국대전과 속대전, 대전회통에 기록되어 있다. 길이 단위인 척은 쓰임에 따라 여러 종류가 있었는데, 황금척, 주척, 영조척, 조례기척, 포배척이 그것이다. 부피, 즉 양을 측정하는 단위로는 합과 승, 두, 석이 있었는데, 조선 전기에는 합과 승이 많이 사용되었지만 조선 후기에는 두가 많이 사용되었다.
1902년 도량형 규칙을 제정하고 평식원을 설립되었으며, 1905년 대한제국 고종 때 대한제국 법률 제1호로 도량형 규칙을 제정 공포하여 척근법을 서양에서 사용하는 미터법 및 야드-파운드법과 혼용하도록 하였다. 1909년 9월에 도량형법이 일본식 척관법으로 개정되었다.

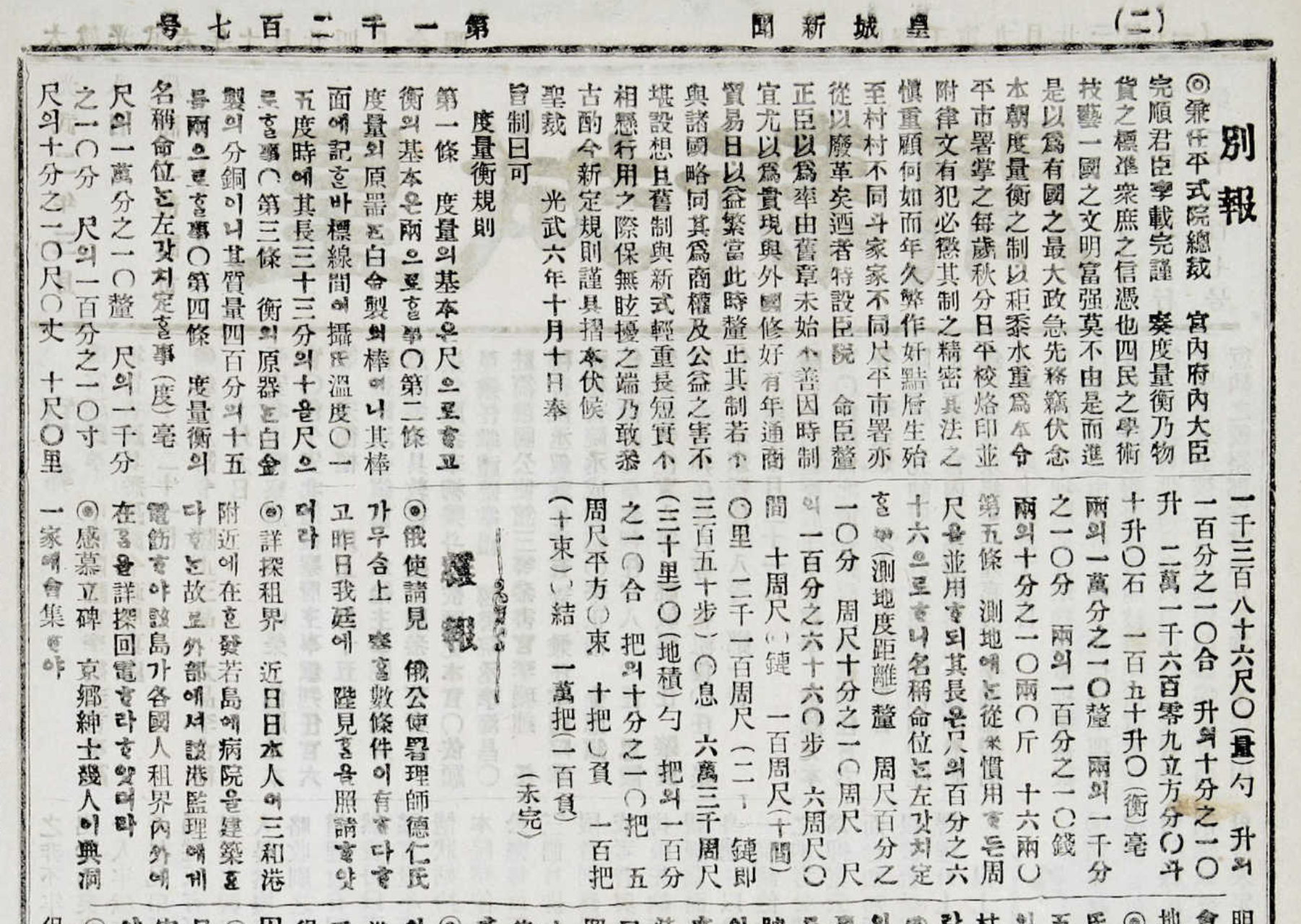
1902년 황성신문에 실린 대한제국 도량형규칙. 1척을 길이의 기준으로 하되 33분의 10미터(약 30.30cm)로 정한다, 1냥을 무게의 기준으로 하되, 400분의 15킬로그램(정확히 37.5g)으로 정한다, 측지에는 주척을 병용하되 주척은 척의 100분의 66(정확히 20cm)으로 정한다, 1파는 5주척 평방(정확히 1제곱미터)로 정한다 등의 내용 포함.

### 대한민국
1959년 국제계량단위국(BIPM)에 가입하고 난 후, 1961년 국제단위계를 법정계량단위로 채택하였다. 1964년에는 법령을 통해 공식적인 일에 척근법이나 야드파운드법 대신에 미터법만을 사용하게 하였다. 한시적으로 허용되었던 건물 및 토지, 수출입 등에 대한 척근법이나 야드파운드법의 사용이 1983년에는 금지됨에 따라 모든 단위는 미터법으로 표기하게 되어 있다. 그러나 현재 생활 용어로서 자, 치, 푼 등의 길이 단위와 평, 정 등의 넓이 단위, 섬, 말, 되, 홉의 부피 단위, 양, 돈, 푼의 무게 단위가 여전히 쓰이는 경우가 있다.

## 같이 보기
- 미터법
- 야드파운드법